# Будю, спасённый из воды
«Будю, спасённый из воды» (фр. Boudu sauvé des eaux) — фильм режиссёра Жана Ренуара, снятый во Франции в 1932 году. Кинокомедия с элементами социальной сатиры. Заглавную роль исполнил Мишель Симон.

## Сюжет
Бездомный оборванный бродяга Будю (Симон) теряет собаку — единственного товарища. Опечаленный, он решается на самоубийство и бросается с моста в Сену. Его спасает Эдуар Лестенгуа́ (Гранваль) — зажиточный книготорговец. Будю приносят в дом Лестенгуа, приводят в себя, кормят, разрешают остаться на несколько дней.
Постепенно бродяга начинает вживаться в мелкобуржуазный быт. Он привыкает к новой одежде, посещает парикмахера, чисто бреется. Его непосредственность перерастает в наглость. Будю даёт идиотские советы покупателям книг, флиртует с горничной Анн-Мари (Лерзиньска), вынуждает на адюльтер хозяйку — Эмму Лестенгуа (Энья́).
Однажды Будю выигрывает в лотерею 100000 франков и окончательно становится представителем класса мелких буржуа. Эдуар Лестенгуа, сам запутавшийся в интрижке с горничной, застаёт Будю со своей женой. Совместно принято решение, что лучший выход из двусмысленной ситуации — женитьба бывшего бродяги на Анн-Мари.
Но прямо со свадебного пикника на природе Будю сбегает, снимает с подвернувшегося пугала лохмотья и возвращается в свою прежнюю, свободную жизнь.

## В ролях
- Мишель Симон — Будю, бродяга
- Шарли Гранваль — Эдуар Лестенгуа, книготорговец
- Марсель Энья́ — Эмма Лестенгуа, его жена
- Северина Лерзиньска — Анн-Мари, их горничная
- Жан Гере — Виго
- Жан Дасте — студент, эпизод
- Жак Беккер — Поэт на скамейке, эпизод

## Художественные особенности
Кинорежиссёр Жан Ренуар считается одними из самых влиятельных французских режиссёров всех времён, все его работы имеют неизменно высокое качество и большое значение для всех, кого интересует французское кино. Это особенно верно для его ранних фильмов, где Ренуар развивает свой собственный метод и свой стиль, которые будут влиять на французское кино на протяжении поколений. Комедия «Boudu Sauvé Des Eaux», являясь одним из таких фильмов, намного опережает большинство фильмов своего времени.
Источником большей части комедийных ситуаций в фильме лежит в социальных различиях между Будю и семьёй Лестенгуа. В них без жалости высмеиваются буржуазные ценности французского общества и, что удивительно, рассказ лишён моральных нотаций. Это очень современный фильм, без каких-либо претензий или ложной сентиментальности: Ренуар не делает из Будю героя, но даёт острый социальный комментарий, который и умён и забавен..
Кинокритики предлагали Ренуару сделать серию фильмов о Будю: «Будю в армии», «Будю в высшем свете» и т. д. Проекты не были осуществлены из-за недостатка денежных средств..

## Критика
Том Даусон, кинообозреватель BBC: «Неудивительно, что Ренуар был героем для молодых бунтарей из французской Новой волны в 1960-х годах: его подвижная камера исследует улицы, берега рек и каналов оживленного Парижа, в то время как его перспективы и построение композиции усиливают наше чувство, что мы наблюдаем реальные события. Естественно, надо всем доминирует Симон, закатив глаза и сея хаос своей неуклюжестью. Его клоунада предзнаменовала Жака Тати в „Господине Юло“ и Питера Селлерса (в роли) инспектора Клузо.».
Дейв Кер в обозрении «Чикаго Ридер»: «Шедевр Жана Ренуара столь же неформален, привлекателен и разрушителен, как и его герой-босяк, спасённый от самоубийства парижским книготорговцем и захвативший дом, жену и любовницу своего благодетеля. Будю Мишеля Симона является одним из величайших творений кинематографа: он не сентиментальный бродяга Чарли Чаплина, а вонючий и неотёсанный городской бездельник; всё, что у него есть, — его непоколебимая вера в Его совершенную личную свободу». Российский киновед Валерий Турицын отмечал, что комедии и, в частности, фарсовые, некоторые незаслуженно относят к низкому искусству. Ренуар в начале своего прихода в звуковое кино снял две комедии-фарса: «Ребёнку дают слабительное» и в следующем году «Будю, спасённый из воды». При этом, если первый из этих фильмов представляет собой «посредственную» работу, то второй является «достижением жанра как в содержательном, так и в формальном планах». В этом отношении Турицын указывает на комедийное наследие немецко-американского режиссёра Эрнста Любича, который до переезда в США снял целый ряд фарсов, многие из которых заслуженно забыты, но некоторые из них вошли в историю мирового кино.

## Наследие
В 1986 году в США снят ремейк на «Будю, спасённый из воды» — «Без гроша в Беверли Хиллз» с Ником Нолти (бродяга) и Ричардом Дрейфусом (миллионер).
В 2005 году во Франции вышел фильм «Будю» (фр. «Boudu», в российском прокате — «Везёт, как утопленнику») с Жераром Депардье в титульной роли.